# Gefleckte Braunschlange
Die Gefleckte Braunschlange (Pseudonaja affinis), im Englischen auch Dugite, ist eine giftige, potenziell tödliche Schlange, die im Südwesten Australiens vorkommt. Sie gehört zur Gattung der Braunschlangen innerhalb der Familie der Giftnattern. Der Name Dugite stammt aus der Noongar-Sprache.

## Unterarten
Es werden drei Unterarten unterschieden, deren Gültigkeit aber nach vorläufigen genetischen Untersuchungen nicht bestätigt wurde:
- Pseudonaja affinis affinis Günther, 1872
- Pseudonaja affinis exilis Storr, 1989
- Pseudonaja affinis tanneri (Worrell, 1961)

## Beschreibung

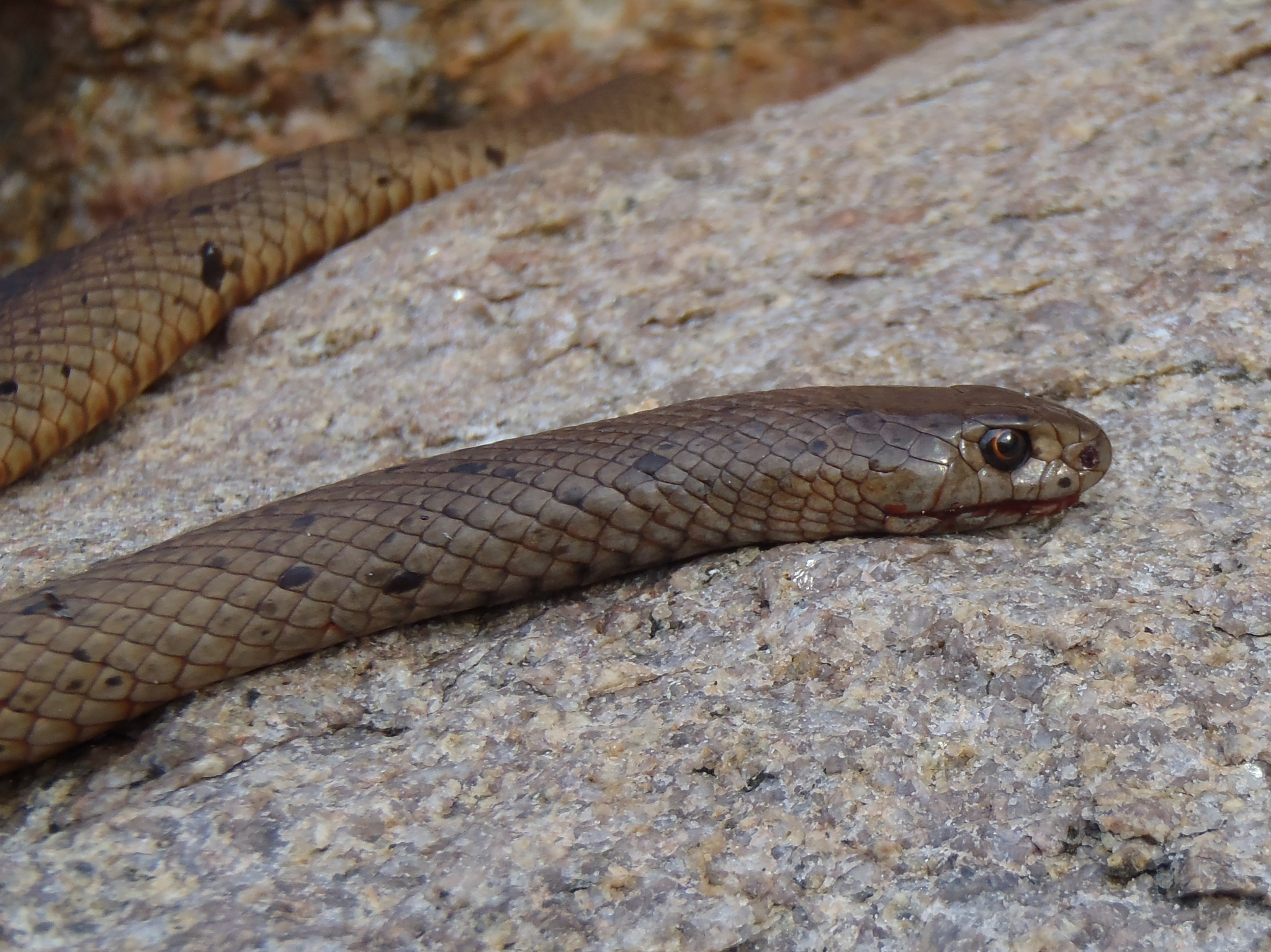
Gefleckte Braunschlange mit einzelnen schwarzen Flecken

Der Körper der Gefleckten Braunschlange ist lang und schlank gebaut. Sie wird meist etwa 1,5 m, in Einzelfällen aber auch bis zu 2 m lang. Die Schuppen sind relativ groß und leicht glänzend. Die Färbung der Festland-Unterart und Nominatform (P. a. affinis) variiert von braun über olivgrün bis bräunlich grau, mit unregelmäßigen schwarzen/dunkelgrauen Flecken. Östliche und südliche Individuen sind stärker gefleckt und mitunter völlig dunkel. Die beiden Inselunterarten P. a. exilis und P. a. tanneri sind im Allgemeinen kleiner und auf der Oberseite meist einheitlich schwarzbraun.
Über den Körper verteilt können schwarze Schuppen auftreten. Das charakteristischste Merkmal ist der Kopf, der ziemlich klein und nur wenig vom Hals abgesetzt ist. Über dem Auge befindet sich ein kräftiger, schwarzbrauner Brauenkamm mit einem goldorangen Rand um die Pupille.
In menschlicher Obhut werden adulte Tiere im Verlauf einiger Monate dunkler. Der Hintergrund dieser Farbveränderung ist bislang ungeklärt.

## Verbreitung und Habitat

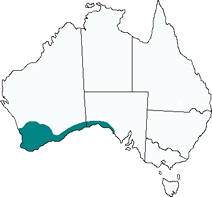
Verbreitungsgebiet der Gefleckten Braunschlange

Die Gefleckte Braunschlange kommt in südlichen Bereichen Westaustraliens und in abgelegenen Küstengebieten des westlichen Südaustraliens vor. Während die Nominatform auf dem Festland verbreitet ist, findet sich  die Unterart P. a. exilis auf Rottnest Island und P. a. tanneri im Recherche-Archipel.
Die Art bewohnt eine Vielzahl von Lebensräumen, von Küstendünen und Heidelandschaften bis hin zu Strauchgebieten und Wäldern. Sie lebt auch in stark vom Menschen geprägten Lebensräumen wie Golfplätzen, Industriegebieten und offenem landwirtschaftlichen Ackerland. Insgesamt hat die Population durch die Ausbreitung des Menschen zugenommen, unter anderem da die Hausmaus zu ihrer Hauptnahrungsquelle wurde. Die Weltnaturschutzunion stuft die Art als nicht gefährdet ein, jedoch gilt die Unterart P. a. exilis als gefährdet. Zu den Bedrohungen der Unterart zählen Waldbrände und Tourismus.
In der Metropolregion Perth ist sie eine der häufigsten Schlangen. In bewohnten Gebieten sucht die Schlange Schutz unter Betonplatten, Faserplatten, Dachblechen und dergleichen, wie sie es in ihrem natürlichen Lebensraum unter Felsen und in verlassenen Termitenhügeln tun würde. Solche Höhlen nutzen sie auch zur Überwinterung.

## Verhalten
In freier Wildbahn suchen Gefleckte Braunschlangen unter Baumstämmen oder Felsen Schutz. Wenn sie gestört werden, sind sie sehr scheu, verteidigen sich jedoch, wenn sie in die Enge getrieben werden. Die Art ist tagaktiv. An heißen Tagen findet die Aktivität hauptsächlich morgens und in geringerem Maße am Nachmittag statt.

### Ernährung
Die Gefleckte Braunschlange macht Jagd auf eine Vielzahl von Wirbeltieren, darunter Frösche, Eidechsen, andere Schlangen, Vögel und Säugetiere. Die beiden größten Beutegruppen sind jedoch Eidechsen und Hausmäuse. Auch Kannibalismus wurde beobachtet. Dabei werden Individuen gefressen, die nicht viel kleiner, als die Schlange selbst sind. Die Art sucht aktiv nach Beute, die sich u. a. in Löchern, Spalten und Grasbüscheln versteckt und setzt zum Erlegen der Beutetiere sowohl Gift als auch Würgen ein.

### Fortpflanzung
In freier Wildbahn kommt es im späten Winter bis zum frühen Frühling (September) zu männlichen Kämpfen und Paarungen, bei P. a. tanneri wurden Kämpfe auch zur Frühjahrsmitte beobachtet. Der Kampf der Männer besteht teilweise daraus, dass die Kontrahenten ihre Körper locker ineinander verschlingen. In Gefangenschaft kann die Paarung das ganze Jahr über stattfinden, wenn die Temperatur warm genug gehalten wird. Nach der Paarung müssen die Weibchen sehr große Mengen an Nahrung zu sich nehmen. Ein in Gefangenschaft gehaltenes Weibchen, das bei der Paarung 309 g wog, hatte 27 Tage später bereits ein Gewicht von 580 g. Dies entspricht einer täglichen Gewichtszunahme von etwa 10 g. Wild gefangene Weibchen vom Festland legen ihre Eier vom späten Frühling bis zum Hochsommer (Mitte Dezember bis Ende Januar). Die Gelegegröße reicht von 11 bis 35, im Durchschnitt 21 Eier. Bei P. a. tanneri liegt sie zwischen 12 und 15 Eiern. Es dauerte zwischen 53 Tagen (bei 30 °C) und 105 Tagen (bei 23 °C) bis zum Schlüpfen.

## Gefahr für Menschen

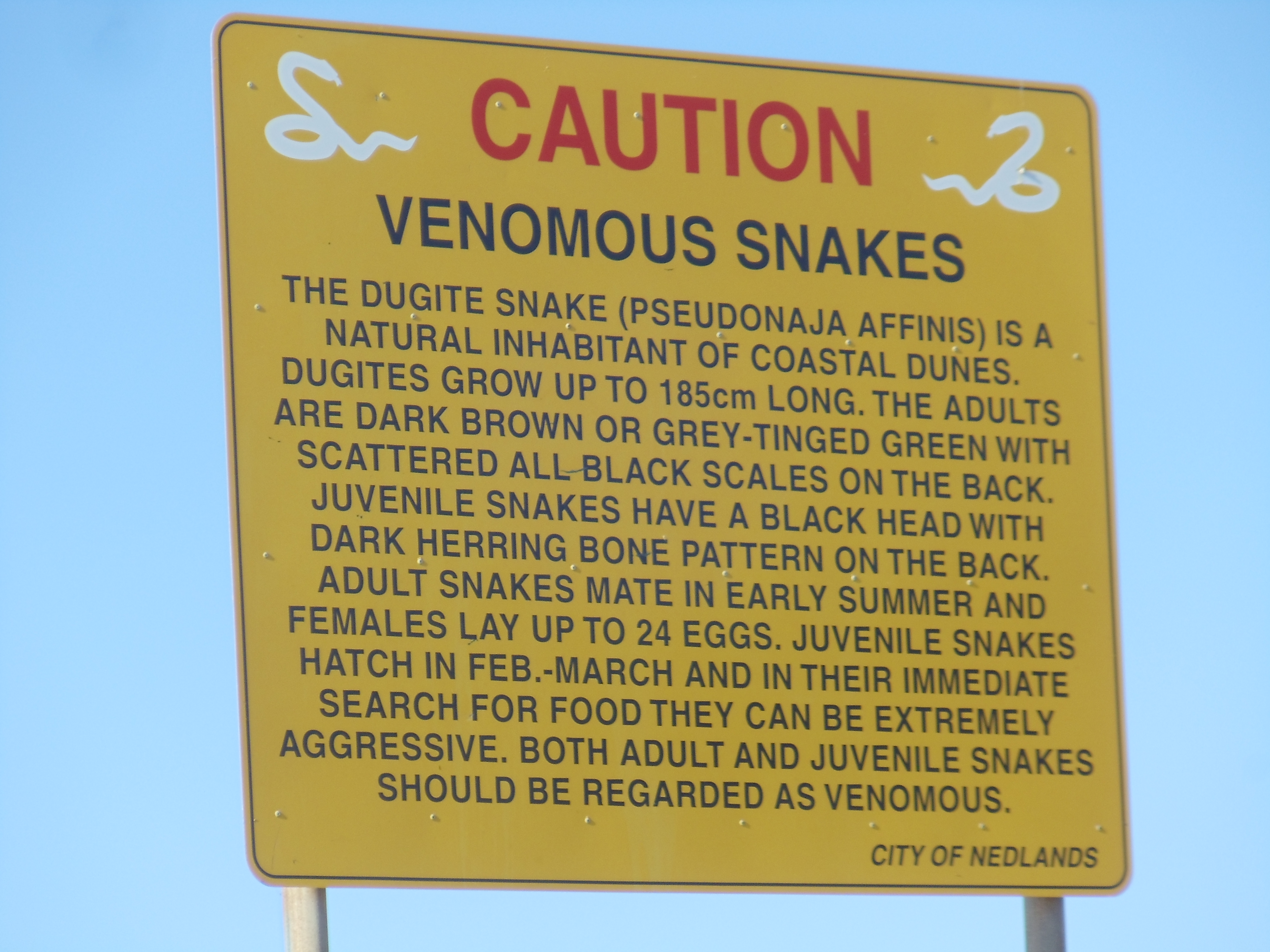
Schild zur Warnung vor Gefleckten Braunschlangen

Aufgrund der Größe der Schlange und des sehr starken Giftes gilt die Gefleckte Braunschlange als sehr gefährlich für den Menschen. Die Verbreitung in Wohngebieten und das nervöse Wesen haben dazu beigetragen, dass sie für etwa 70 % aller Schlangenbisse verantwortlich ist, die Krankenhäusern in Perth gemeldet werden. Dank sofortiger und wirksamer Intervention gab es nur einen registrierten Todesfall.
Obwohl die Gefleckte Braunschlange von Natur aus scheu ist, reagiert sie schnell gereizt auf Störungen. Dabei hebt sie den in S-Form zusammengezogenen Vorderkörper an und zischt laut, bevor sie einen schnellen Schlag auf den Angreifer ausführt, der normalerweise hoch zielt. Die Reißzähne sind sehr klein und können feste Schuhe oder schwere Stoffe nicht effektiv durchdringen, jedoch sollte jeder mit einem vermuteten Biss sofort einen Arzt aufsuchen.
Das Halten der Giftschlangen als Haustier ist in einigen australischen Bundesstaaten mit Lizenz erlaubt.